# State Farm Stadium
State Farm Stadium är en idrottsarena i Glendale utanför Phoenix i Arizona i USA. Den är hemmaarena för Arizona Cardinals i National Football League (NFL).
Bygget av arenan påbörjades i april 2003 och den invigdes i augusti 2006. Den har tidigare hetat Cardinals Stadium (2006) och University of Phoenix Stadium (2006–2018).

## Evenemang
- Super Bowl XLII
- Super Bowl XLIX